# Denyen
Els denyen o danuna (accadi: Da-nu-na; fenici: Dnn-im; egipci: Dnwn/Dnjn/Dnan) foren un dels pobles de la mar que es va establir a la regió d'Adana durant el col·lapse de l'edat de bronze. L'origen del seu nom, per tant, també s'associa amb la ciutat d'Adana. Apareixen en les fonts de diversos pobles i hom els ha identificat amb els dànaus dels poemes homèrics.

## Origen
Els egipcis els descrigueren entre els pobles de la mar, mentre que els arqueòlegs els consideren entre els pobles d'origen indoeuropeu (no excloents entre si).
Apareixen a les Cartes d'Amarna del segle xiv aC com a possiblement relacionats amb la «Terra dels Danuna», a prop d'Ugarit.

## Imperi hitita
Hom ha identificat els denyen amb la vila d'Adana, a Cilícia, que existia a finals de l'època de l'Imperi Hitita. També es creu que s'haurien assentat a Xipre. Un informe hitita parla de cert Muksus, que també apareix en una inscripció bilingüe del segle viii aC procedent de Karatepe, a Cilícia. Els reis d'Adana fan remuntar el seu llinatge a la «casa de Mopsos», que en jeroglífic luvita apareix com a Moxos i en fenici com a Mopsos, en la forma mps. Van ser anomenats dananiyim. A la zona també s'ha trobat informació sobre una Mopsukrene ('font de Mopsos¡) i una Mopsuèstia ('llar de Mopsos'), també a Cilícia.

## Incursions egípcies i assentament
Foren invasors associats amb l'Edat fosca del Mediterrani oriental, que van atacar Egipte el 1207 aC en aliança amb els libis i altres pobles de la mar, així com durant el regnat de Ramsès III. La vintena dinastia egípcia els va permetre establir-se a Canaan, que va passar a ser controlada en gran part pels pobles del mar al segle XI aC. Els mercenaris peleset formaven part de la guarnició egípcia a Beit She'an, i els denyen compartien amb ells la mateixa forma de vestir, la qual cosa, segons suggereix una part de l'arqueologia, significa que compartien un mateix cementiri allà.

## Mar Egeu
Tant a l'Egipte com a l'Antic Orient Pròxim hi ha evidències de l'estreta relació amb el mar Egeu, segons que es dedueix de la terrisseria micènica que s'ha trobat en aquests llocs. Hi ha estudiosos que sostenen que els denyen cal identificar-los amb els grecs homèrics, que sovint reben el nom de dànaus (Δαναοί). El mite grec els fa descendir de Dànau, qui amb les seves filles va venir d'Egipte i es va establir a Argos. Es diu que els dànaus van construir Micenes gràcies al fill de Dànae, Perseu.

## Tribu de Dan
Hom ha suggerit que els denyen es van unir amb els hebreus per formar una de les 12 tribus d'Israel.
Un punt de vista minoritari, presentat per primera vegada per Yigael Yadin, ha provat de connectar els denyen amb la tribu de Dan, descrita com a (gent) que roman en els seus vaixells, al començament de la Cançó de Dèbora, en contra de l'opinió dominant de la història israelita. S'ha especulat que els denyen arribaren a Egipte i més tard s'establiren entre els filisteus caftorites i els tjekker, al llarg de la costa mediterrània, i que la tribu de Dan deriva de la unió d'aquests pobles.
El danita més famós va ser Samsó, de qui alguns suggereixen que es deriva de llegendes tribals denyen.